# Trevoria
Trevoria – rodzaj roślin z rodziny storczykowatych (Orchidaceae). Obejmuje 5 gatunków. Rośony występują w Ameryce Środkowej i Ameryce Południowej w takich krajach jak: Boliwia, Kolumbia, Kostaryka, Ekwador, Nikaragua.

## Systematyka
Rodzaj sklasyfikowany do podplemienia Stanhopeinae w plemieniu Cymbidieae, podrodzina epidendronowe (Epidendroideae), rodzina storczykowate (Orchidaceae), rząd szparagowce (Asparagales) w obrębie roślin jednoliściennych.
Wykaz gatunków
- Trevoria chloris F.Lehm.
- Trevoria escobariana Garay
- Trevoria glumacea Garay
- Trevoria lehmannii Rolfe
- Trevoria zahlbruckneriana (Schltr.) Garay